# Polygala mcvaughii
Polygala mcvaughii är en jungfrulinsväxtart som beskrevs av T.Wendt. Polygala mcvaughii ingår i släktet jungfrulinssläktet, och familjen jungfrulinsväxter. Inga underarter finns listade i Catalogue of Life.